# Engoulevent à collier roux
Caprimulgus ruficollis
Espèce
Statut de conservation UICN

 NT  : Quasi menacé
Répartition géographique
L'Engoulevent à collier roux  (Caprimulgus ruficollis), Engoulevent à col roux ou Engoulevent à cou roux,, est une espèce d'oiseaux de la famille des Caprimulgidae.

## Systématique
L'espèce Caprimulgus ruficollis a été décrite par l’ornithologue Coenraad Jacob Temminck en 1820.

## Répartition et sous-espèces
Cette espèce vit dans la péninsule Ibérique, remontant parfois jusque dans le Sud de la France, et en Afrique du Nord, hivernant dans l'Afrique de l'Ouest tropicale.
- Caprimulgus ruficollis ruficollis Temminck, 1820 — Espagne et nord du Maroc ;
- Caprimulgus ruficollis desertorum Erlanger, 1900 — Numidie.

## Reproduction

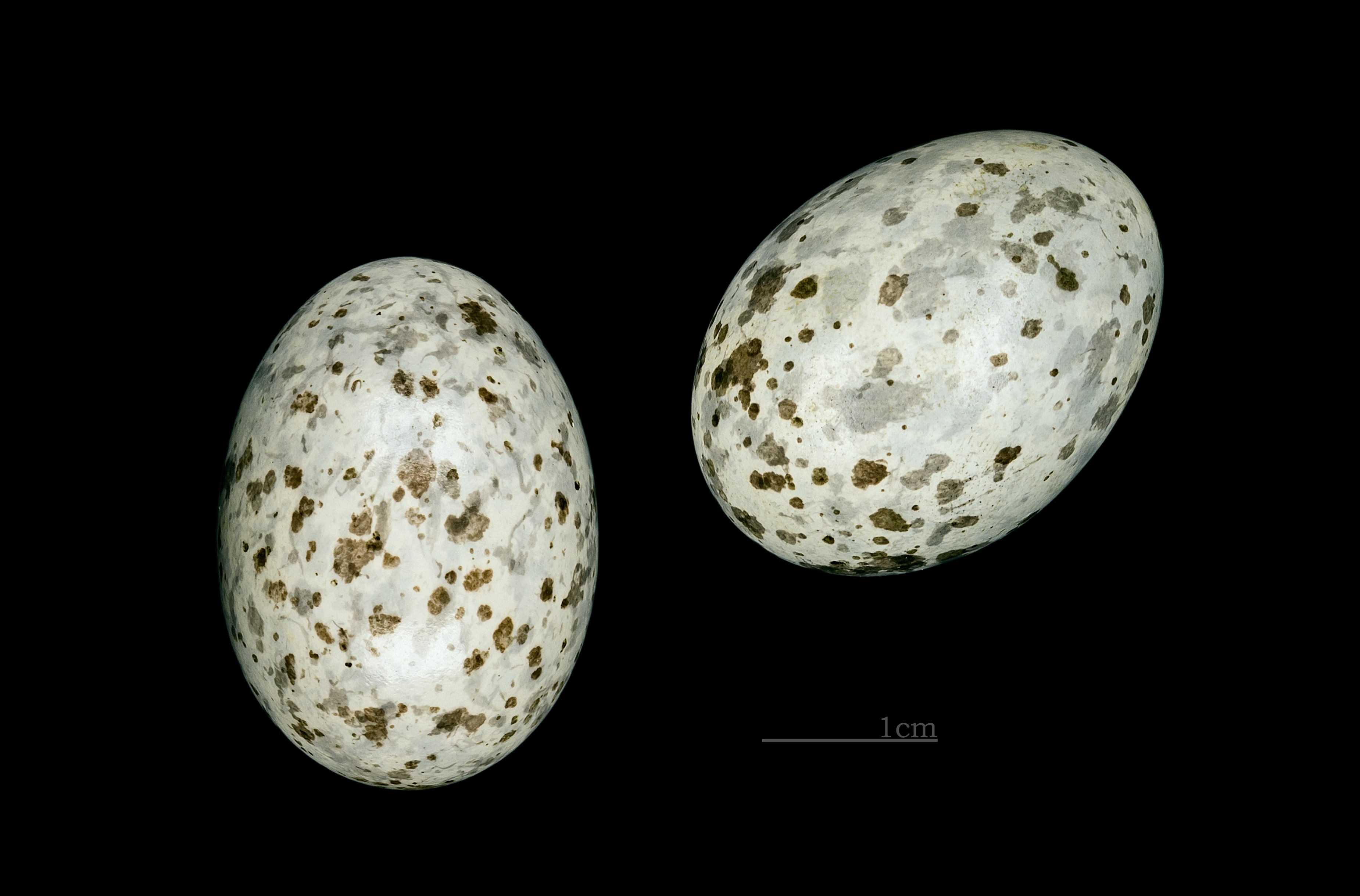
Œufs de Caprimulgus ruficollis Muséum de Toulouse

## Habitat
Il fréquente les landes sablonneuses ouvertes.

## Nidification
Il ne construit pas de nid.

## Nourriture
Il se nourrit d'insectes crépusculaires, comme les hétérocères.